# 警視正
警視正為日本警察階級，上級為警視長、下級為警視，相當於自衛隊的一佐（上校）。

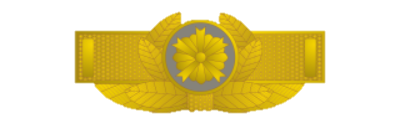
警視正的階級章

警視正的職務包括署長等。日本警察暱稱其為「 Keishimasa」（為「正」的日語訓讀）。

## 概要
警視正此階級規定自《警察法》第62條，此階級以上者身分成為一般職国家公務員（地方警務官），其任免須經由國家公安委員會選拔昇進。
國家公務員組（特考組，即Career）大概35歳左右昇進到此階級。地方公務員組（Non-career）大概55歳以後昇進，不過數量不多，並一定有警察廳或管區警局外派的經驗。

## 官职
- 警察厅：理事官
- 管区警察局：课长、学校教務部长等
- 警察大学：教授、课长
- 皇宫警察总部：部长、主要课长、学校校长、护卫署署长（皇宫警视正）
- 科学警察研究所：总务课长
- 警视厅：参事官、总厅主要课长、搜查一課課長、方面本部长（除第一方面）、警察学校副校长
- 道府·指定县警察总部：总部長、参事官、首席监察官、学校校长、市警察部长、方面本部长
- 中小规模的警察总部：总部长、监察室室主任（首席监察官）
- 大的警察署：署长（有规定对都府縣警察的组织和都府道县公安委员规则）

## 相等職級
- 中華民國警察警正階級的二線四星（職銜：直轄市警察局副分局長、縣市警察局分局長）、警監階級的三線一星（職銜：直轄市警察局大隊長、分局長、縣市警察局副局長）。

## 有名之虛構人物
- 青山剛昌作品《名偵探柯南》：松本清長（漫畫第920話後升為警視正）
- 秋本治作品《烏龍派出所》：小橋
- 藤島康介作品《逮捕令》：蟻塚貴男
- 《相棒》中刑事部参事官中园照生，警務部人事第一課首席监察官大河内春树，警察厅长官官房付神户尊